# Lo sperone nudo
Lo sperone nudo (The Naked Spur) è un film western del 1953 diretto da Anthony Mann in Technicolor.
Nel 1997 è stato scelto per la conservazione nel National Film Registry della Biblioteca del Congresso degli Stati Uniti.

## Trama
Howard Kemp è un reduce della guerra di secessione che, tornato alla sua fattoria, la trova venduta ad opera della sua donna che è fuggita con un altro.
Il disincantato e fortemente cinico Kemp, alla ricerca di riscatto, se non altro economico, si mette in caccia del fuorilegge Ben Vandergroat, che ha una forte taglia sulla testa per aver ucciso lo sceriffo della città. Per catturarlo si allea con un disertore e un cercatore d'oro. L'eterogeneo gruppo cattura Ben insieme a Lina, la sua ragazza. Subito il fuorilegge sfrutta l'avidità che serpeggia tra i malassortiti compari per seminare zizzania e avere l'occasione di fuggire, arrivando anche a offrire la sua donna.
Nel corso del viaggio la situazione precipita, sino ad arrivare alla resa dei conti finale.